# Historia de Melena del Sur

## Fundación

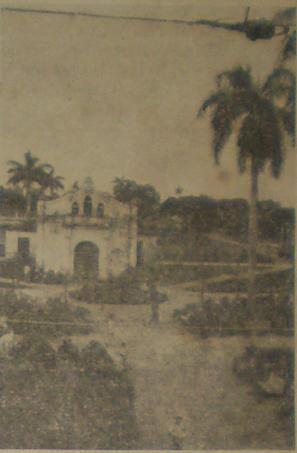
Parque de Melena e Iglesia al fondo en 1937

La fundación de la villa data de los primeros años de la segunda mitad del siglo XVIII. Se originó en 1768 en terrenos de la llanura de Güines, en el Corral "Melena del Sur" o "San Juan". El 14 de enero de 1878 fue creado el Ayuntamiento de Melena del Sur y reorganizado en el año de 1899.
Fundación del Pueblo de Melena
Melena de Sur, cuyo verdadero genitivo no fue otro que el de San Juan de Melena, debe su origen; tras de múltiples, diversos, anteriores acontecimientos, a la obtención, por parte de una familia apellidada López Arcos, de una hacienda que a principios de la mitad del siglo XVII, le fue mercedada por el Excelentísimo Ayuntamiento de la Habana, en los terrenos cedidos por el Rey Felipe IV a los indios llamados "naturales de Guanabacoa", por se así que dichas tierras, correspondientes a la jurisdicción municipal de esta última villa, se habían al efecto destinado a la concentración en ellas de los últimos diezmados restos de la primitiva raza Siboney. Quedó el incipiente caserío desde entonces dentro de la demarcación jurisdiccional de Guanabacoa, aunque al dictarse la Real Cédula del Rey Fernando VII de fecha 25 de agosto de 1775, por la cual se creaba el ayuntamiento de Santiago de Compostela de las Vegas, pasó Melena a formar parte de su jurisdicción.
Alguna mejora sin embargo, debió operarse por aquella época llamado "Cuartón de Melena", para que mereciese, por parte del Ayuntamiento de su nueva cabecera, la creación de la Capitanía de su partido, como la obtuvo en 1795, a cuyo frente púsose a D. Francisco Estévez, que residía en Batabanó, - cuatro leguas al S.O. de este poblado, - donde desempeñaba igual empleo.
Habiendo pertenecido en su principio a la jurisdicción del Excelentísimo Ayuntamiento de la Habana, y anexado posteriormente al de Guanabacoa, integró Melena después, el territorio de Santiago de las Vegas. Por espacio de más de medio siglo perteneció a este último municipio, sin que en verdad obtuviese gran ventaja en su justo y natural empeño de progreso.
Ya en 1815 obtiene Güines su municipal independencia, tras cruentas y continuadas luchas, gracias a las positivas influencias del benemérito cubano D. Francisco de Arango y Parreño, que en tierras de Güines poseía su ingenio llamado "La Ninfa", y a la jurisdicción de este término, en 1841, quedan anexados, tanto Melena como Guara. Hasta entonces, no cabe dudas decir que cúpole a Melena arrastrar vida demasiado lánguida, por cuanto dado el general estado del país, su evolución, aunque indudable, era en extremo lenta. Fue bajo el amparo de la nueva cabecera que se le dotara, en sus primeros tiempos, de una escuela pública para niños blancos, costeada, desde luego, por el propio municipio güinero; que en 1862 se creara el Juzgado Municipal, a cuyo frente colocáronse a dos vecinos, influyente y rico el uno, como Juez de Paz, - D. Luis de la Peña, catalán, - culto, honrado y probo el otro, como secretario, - D. José Morejón Hernández, cubano; y con la siempre eficasísima y continua ayuda de sus propugnadores habitantes, enrajonáronse las cuatro únicas calles, construyóse por una parte de la más pudiente del vecindario, el llamado desde entonces Pozo Público, - Actual Acueducto propiedad del Municipio, -etc.con lo que sería ingrato gesto silenciar que adquiría Melena, bajo el dominio municipal de aquella villa, civilizado aspecto de verdadera población.

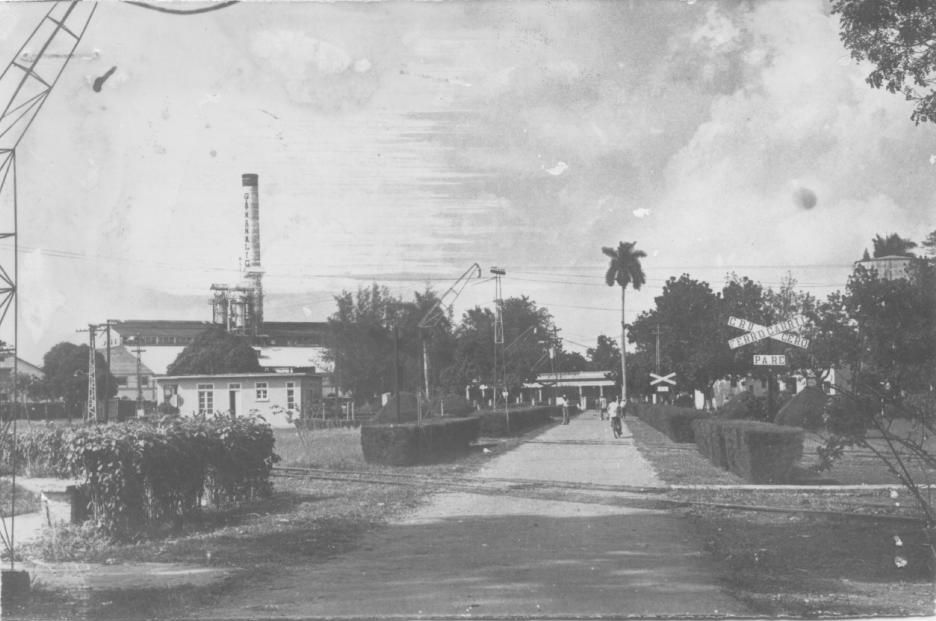
Vista de la Entrada al antiguo Central Mercedita, post triunfo de la Revolución Cubana C.A.I. Gregorio Arlee Mañalich y actualmente en proceso de desmantelación

Por el Central Mañalich (antiguo Central Merceditas) y Guara, paso el ferrocarril más antiguo de Cuba y Latinoamérica, que comunicaba originalmente a las ciudades de San Cristóbal de La Habana y San Julián de los Güines, actualmente se extiende hasta la ciudad de Cienfuegos, y está conectado con el circuito norte de ferrocarriles.

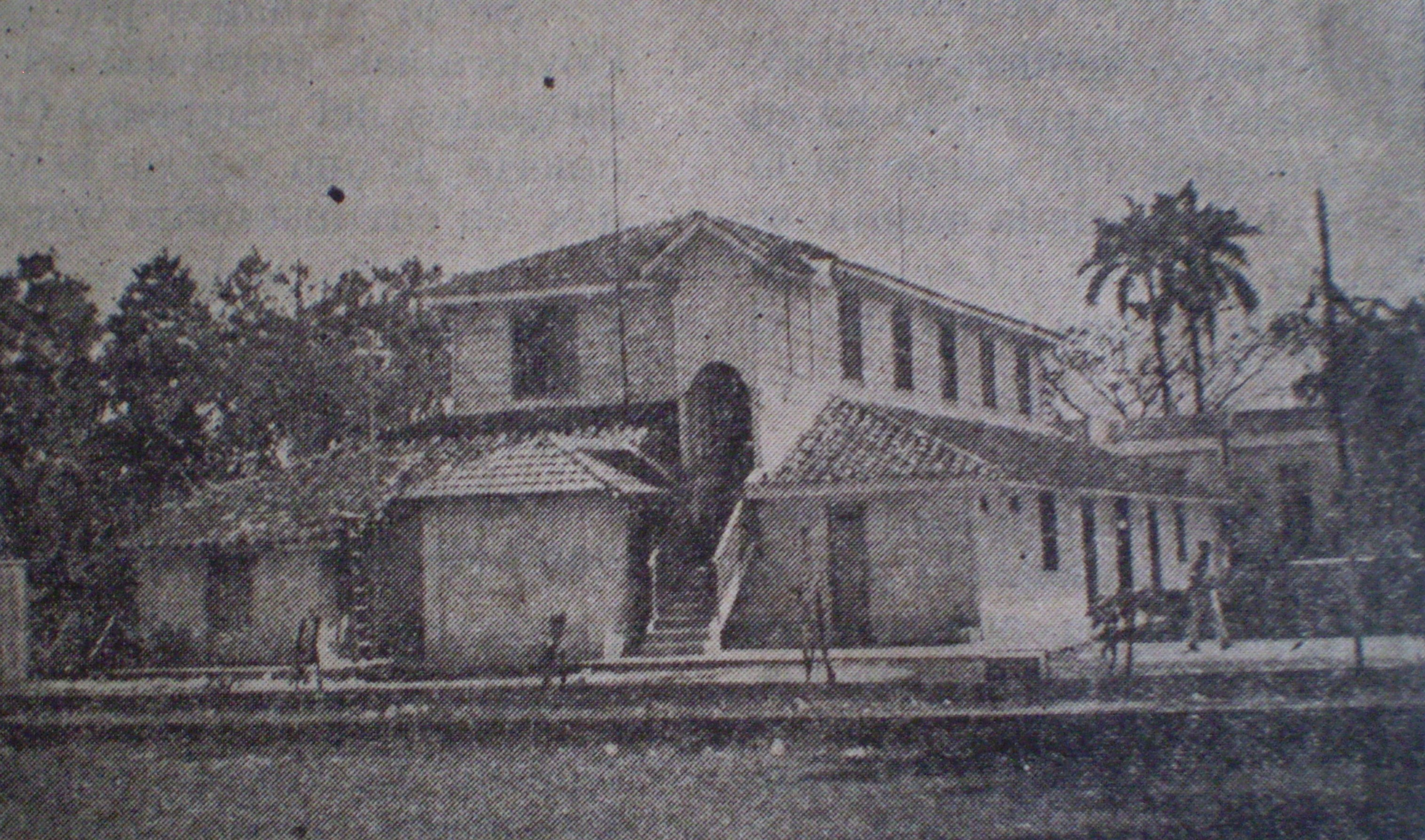
Club Mercedita en áreas del Batey del Central Mercedita

Existen varias versiones sobre el significado del nombre Melena, que para algunos es de origen griego (melaina: negro) y fue puesto por el color predominante de algunas de sus tierras más fértiles. Lo más probable es que se deba al apellido de uno de los primeros colonizadores del lugar quien fundó el corral San Juan de Melena, donde luego se construyó el primer caserío que dio origen a la actual cabecera municipal. Aún se debate sobre si fue en sus costas o en la vecina Batabanó donde se fundó por primera vez la ciudad de La Habana en 1515 antes de ser trasladada a la costa norte. Debido a esta posibilidad, en el escudo de armas municipal aparece la frase latina "HIC PRIMO HABANA CONDITA EST", o sea: Aquí primero fue fundada La Habana.
Al ser trasladada la Villa de la Habana a la Costa Norte todos los territorios, de lo que hoy es Provincia Habana fueron mercedados a los colonizadores.
El Hato del Mayabeque fue mercedado a Bartolomé Cepero en 1557 este conocía todos estos lugares por haber formado parte de los fundadores y primeros pobladores de San Cristóbal de la Habana.
En 1857 surge el Corral de San Juan de Melena como concedido a Juan Alonso Durán. Durante esta misma etapa se mercedó el Corral Pilar de Saragoza a Marcelo Carmona, el 23 de septiembre de 1598 y el Canal Guara a Julián Estrada, el 7 de diciembre de 1629. Hoy en día todas estas tierras forman parte de nuestro Municipio.
En Guara se cultivaba arroz, maíz, millo, caña de azúcar también se criaba ganado vacuno, el territorio de Guara surge junto al Río Guaraguasí como capitanía fue fundada en 1779 y por decreto del 22/881 fue creado su ayuntamiento segregándose de Güines.
El poblamiento inicial se hizo en la región costera y permitieron la penetración en la llanura los caminos interiores que estaban vinculados a los ríos de importancia.
Según aparecen en las memorias de la Sociedad Patriótica de la Habana (SEAP) ya desde 1712 tenía Guara su Iglesia que dependía de la Parroquial de Quivicán a la que quedó definitivamente unida. En estas memorias no existía el oratorio de Melena del Sur lo que prueba que en 1712 la pobreza de este vecindario era notable a la vez se aprecia la importancia del poblado de Guara.
En 1768 se funda Melena del Sur (cabecera de este término) en los terrenos del local de Melena: ¿su origen?, la familia López de Arco la obtuvo de una hacienda que había sido mercedada a unos indios de Guanabacoa y que constituían los restos de la raza Siboney en nuestra provincia.
Según datos que aparecen en el Museo de la localidad de su pequeño caserío, el naciente pueblo melenero quedó dentro de la demarcación de Guanabacoa y más tarde el territorio de Santiago de las Vegas, la extensión de Melena era de 1231 caballerías de tierra y su población de 4250 habitantes.
1790-1840: Según Calcagno desde 1790 se comenzó la plantación de cafetales por la zona de Melena: “...ya en 1804, tal era la producción de este fruto y lo generalizado que estaba, que llegó a sustituir el chocolate”.
El cultivo de tabaco por la zona de Melena data de largos años ya en 1791 se cultivaba y no en poca escala.
Retomando lo relacionado con el café se plantea que el cafetal más antigua fue fomentado en el territorio de Melena y se llamó “La Fortuna”, en este propio lugar, pero en 1833 estuvo el Ingenio “El Desquite”; las primeras plantaciones de cafeto se debieron a inmigraciones francesas del año 1790.
Hacia 1822 se vende en toda esta región las tierras baldías y realengos favoreciéndose así el desarrollo agrícola. Paralelo a ello la formación del pueblo fue lenta y gradual.
A finales del XVIII y en el XIX el territorio de Melena comenzó a poblarse de trapiches e ingenios. Entre ellos estaban “Hernández”, “Barroso”, “Bocalandro”, “Aljovín”, Santa Teresa”, Jicotea”, “El navío”, “ El Capricho”, Posteriormente se introdujo la máquina de vapor en “Merceditas”, “San José” y también se transformaron la Luisa, Aljovín, y Jicotea, entre otros.
Por el suroeste y límites con Melena tenía Don Francisco de Arango y Parreño, el ingenio “Las Ninfas” (a él se debió la introducción en Cuba de la caña Otahití).
En 1820 Don Juan De Arango instala en el ingenio “Aranguito” la primera máquina de vapor que se introdujo en la zona Melenera.
Es bueno aclarar que aparejado a lo anterior estaban los alambiques y tejares con que contaba generalmente la mayoría de tales ingenios.
Ningún cafetal, ingenio, alambique o tejar dejaban de tener rotación de esclavos compuesta por varones y hembras. Al inaugurarse el ferrocarril Bejucal-Guines-Bejucal, se une Guara con la Habana el 18 de noviembre de 1838.